# Roger De Cnijf
Roger De Cnijf (né le 14 avril 1956 à Louvain) est un coureur cycliste belge, professionnel de 1979 à 1986. Il a notamment remporté une étape du Tour d'Espagne en 1979.

## Palmarès

### Palmarès amateur
- 1975
  - Anderlecht-Evere
  - Bruxelles-Evere
- 1977
  - 1re et 6e étapes du Tour d'Irlande
- 1978
  - Tour de Namur :
    - Classement général
    - 3e étape

### Palmarès professionnel
- 1979
  - 4e étape du Tour d'Espagne
- 1980
  - 2e étape du Tour de Majorque
  - 3e étape du Tour d'Allemagne
  - 2e du Circuit du Brabant occidental
- 1981
  - 2e de la Course des raisins
  - 10e de l'Amstel Gold Race
- 1986
  - Grote Prijs Dr. Eugeen Roggeman

## Résultats sur les grands tours

### Tour de France
3 participations
- 1981 : 87e
- 1982 : 93e
- 1983 : abandon (13e étape)

### Tour d'Espagne
2 participations
- 1979 : 39e, vainqueur du classement des metas volantes et de la 4e étape
- 1983 : non-partant (8e étape)

### Tour d'Italie
1 participation 
- 1980 : abandon